# 넥스지
넥스지(Nexz, 일본어: ネクスジ)는 현실 서바이벌 프로그램 니지 프로젝트 시즌 2를 통해 결성되었으며 JYP 엔터테인먼트와 소니 뮤직 엔터테인먼트 (일본)이 관리하는 일본의 보이 그룹이다. 유 (Yuehua Entertainment), 토모야 (Pledis Entertainment), 하루 (SM Entertainment), 소건 (JYP Etertainment), 세이타 (WakeOne), 휴이 (MNH Entertainment), 유키 (Yuehua Entertainment) 등 7명의 멤버로다양한 기관에서 구성됐다. 2024년 5월 20일 싱글 앨범 Ride the Vibe와 동명의 리드 싱글로 데뷔했다.

## 이름
그룹명은 '넥스트 제너레이션(Next Generation)'과 '제너레이션 Z(Generation Z)'의 합성어로 '새로운 세대의 미래를 열어간다'는 의미를 담고 있다. 그룹의 팬덤명은 'Nex2Y'이다.

## 구성원
- Yu (ユウ)(유우)[5]
- Tomoya (トモヤ)(토모야)[6]
- Haru (ハル)(하루)[7]
- So Geon (ソ ゴン)(소건)[8]
- Seita (セイタ)(세이타)[9]
- Hyui (ヒュイ)(휴이)[10]
- Yuki (ユウキ)(유키)[11]

## 수상 목록

### 가요 프로그램 1위
| 연도            | 수상 내역 (총 2회)                                                                                |
| --------------- | ------------------------------------------------------------------------------------------------- |
| 2025년 (총 2회) | - O-RLY? (총 2회) - 5월 7일 MBC M 《쇼 챔피언》 챔피언 송 - 5월 9일 KBS2 《뮤직뱅크》 K-Chart 1위 |

## 시상식
- 2025년 2025 아시아 스타 엔터테이너 어워즈 가수 부문 더 베스트 뉴 아티스트상